# Pseudomystus
Pseudomystus là một chi cá trong họ Cá lăng.

## Các loài
Chi này gồm có các loài:
- Pseudomystus bomboides Kottelat, 2000
- Pseudomystus breviceps (Regan, 1913)
- Pseudomystus carnosus H. H. Ng & K. K. P. Lim, 2005
- Pseudomystus flavipinnis H. H. Ng & Rachmatika, 1999
- Pseudomystus fumosus H. H. Ng & K. K. P. Lim, 2005
- Pseudomystus funebris H. H. Ng, 2010
- Pseudomystus heokhuii K. K. P. Lim & H. H. Ng, 2008
- Pseudomystus inornatus (Boulenger, 1894)
- Pseudomystus leiacanthus (M. C. W. Weber & de Beaufort, 1912) (Dwarf bumblebee catfish)
- Pseudomystus mahakamensis (Vaillant, 1902)
- Pseudomystus moeschii (Boulenger, 1890)
- Pseudomystus myersi (T. R. Roberts, 1989)
- Pseudomystus robustus (Inger & P. K. Chin, 1959)
- Pseudomystus rugosus (Regan, 1913)
- Pseudomystus siamensis (Regan, 1913) (Asian bumblebee catfish)
- Pseudomystus sobrinus H. H. Ng & Freyhof, 2005
- Pseudomystus stenogrammus H. H. Ng & Siebert, 2005
- Pseudomystus stenomus (Valenciennes, 1840)
- Pseudomystus vaillanti (Regan, 1913)

## Loài đáng chú ý
Cá chốt bông (Pseudomystus siamensis) Phân bố ở Lào, Campuchia, Thái Lan. Ở Việt Nam phân bố chủ yếu ở đồng bằng sông Cửu Long và là loài cá cảnh. Phần trước của thân tròn, phần sau dẹp bên. Bụng tròn. Đầu nhỏ, mặt dưới dẹp bằng. Mõm hơi tù. Miệng dưới không co duỗi được. Có 4 đôi râu. Râu mép dài nhất và kéo chạm đến gốc vây ngực. Mắt nhỏ có dạng bầu dục, được da che phủ. Màng mang phát triển, lỗ mang rộng. Gai vây ngực to và cứng. Cá có màu vàng nghệ với nhiều băng màu nâu đen vắt ngang qua thân và đầu. Vây lưng, vây ngực, vây bụng, vây mỡ có màu nâu đen và điểm những đốm vàng. Vây đuôi màu vàng, trên hai thùy vây đuôi ở một số cá thể có băng đen vắt ngang. Ngoài tự nhiên cá có thể đạt đến 20 cm chiều dài.